# 普通事故
《普通事故》（波斯語：یک تصادف ساده，羅馬化：Yek tasadof sadeh）是2025年上映的驚悚片，由伊朗禁片导演贾法尔·帕纳希执导，伊朗、法国、卢森堡三国联合制作。和帕希纳之前的作品一样，本片仍然是在伊朗政府未批准的情况下拍摄的。
电影入选第78屆坎城影展主竞赛单元，2025年5月20日全球首映，最终获得影展大奖金棕榈奖。同年9月10日，在法国院线上映，由Memento Distribution发行。

## 剧情
一天晚上，男子埃格巴尔开车载着怀孕的妻子，结果撞死了路上的一条狗。碰撞让车子的引擎严重受损，车子没走多远便熄火了。埃格巴尔将车子停在附近的一座车库，车库老板瓦希德发现他长得像一位故人，这位故人曾在监狱里折磨他，毁掉了他的人生。于是瓦希德尾随靠假腿走路的埃格巴尔，将埃格巴尔绑走。瓦希德准备活埋埃格巴尔的时候，突然怀疑自己是不是认错了人，于是开着小货车，去找一位狱友确认身份，路上碰到了书商萨拉尔、婚礼摄影师希瓦、新娘戈罗赫、新郎阿里和愤怒的工人哈米德，他们都说自己被一位男人残酷虐待，要找他报仇。路上，这群受害者开始反思杀死他们的俘虏是否人道，同时怀疑埃格巴尔是不是就是他们要找的人。

## 阵容
- 瓦希德·穆巴塞里 饰 瓦希德（Vahid）[2]
- 玛丽亚姆·阿夫沙里 饰 希瓦（Shiva）
- 易卜拉欣·阿齐兹 饰 埃格巴尔（Eghbal）
- 哈迪斯·帕卡巴滕 饰 戈罗赫（Golrokh）
- 马吉德·帕纳希 饰 新郎官
- 穆罕默德·阿里·埃利亚斯梅尔 饰 哈米德（Hamid）

## 制片

### 背景

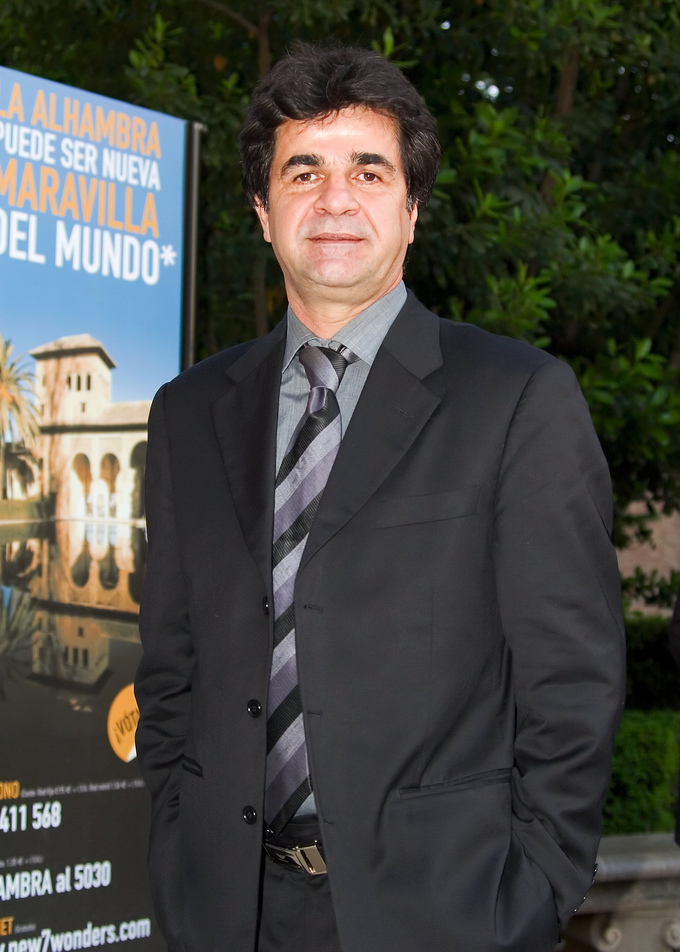
导演贾法尔·帕纳希，摄于2007年

《普通事故》由伊朗禁片导演贾法尔·帕纳希执导。贾法尔经常用自己的作品批评伊朗政府，2010年被当局监禁6年，禁止从事电影工作20年，2022年再度被捕，但还没有正式服刑。2023年2月初，已经被拘留7个月的贾法尔以65岁高龄絕食抗争，最终获得释放。尽管被禁止拍电影，贾法尔还是坚持在伊朗完成电影作品，将成片带到国外放映。2022年，他的电影《无熊之境》入选第79屆威尼斯影展主竞赛单元，获得評審團特別獎。在戛纳首映礼前夕的采访中，贾法尔透露当局已经解除电影制作和旅行禁令，但他仍然不能对外公开自己的项目，只能在私底下跟“非常少的演员和工作人员”进行合作。

### 拍摄
电影由伊朗、法国和卢森堡三国合拍，贾法尔与巴黎电影公司Pelléas的菲利佩·马丁（Philippe Martin）担任制片人，卢森堡的Bidibul Productions和法国的Pio & Co联合制片。后期制作在法国完成 。电影没有获得伊朗当局拍摄许可，拍摄过程十分隐秘。片中女演员没有按照伊朗法律要求佩戴希贾布。

## 发行
电影入选第78屆坎城影展主竞赛单元，2025年5月20日全球首映。《普通事故》是本届影展“最为严守的秘密”。戛纳电影节艺术总监蒂埃里·弗雷莫在2025年4月表示，他不会公开任何有关信息。贾法尔作品上一次亮相戛纳影展是在2021年，当时他参与执导的短片合集《永恒风暴之年》入选“特别放映”单元。《普通事故》入选片单的消息公布后，《綜藝》杂志表示贾法尔可能不会亲自来到戛纳参与首映礼。结果贾法尔携妻女及电影主创团队亮相戛纳影展，自2003年《深红的金子》入选“一種注目”单元以来再度亮相戛纳。
电影海外版权销售由mk2影业负责。电影于2025年9月10日在法国院线上映，由Memento Distribution负责发行。戛纳首映礼结束不久，MUBI买下电影在拉美、英国、爱尔兰、德国、奥地利、意大利、土耳其和印度的发行权，霓虹买下北美发行权。

## 反响
根据評論匯總网站爛番茄汇总的18篇评论文章，100%的评论家给予该作正面评价。在Metacritic上，10位影評人共給予了88分的分數（滿分100分），這部電影獲得了「一致好評」。

### 奖项
| 大奖       | 颁奖日期      | 奖项     | 获得者        | 结果 | 参考   |
| ---------- | ------------- | -------- | ------------- | ---- | ------ |
| 戛纳电影节 | 2025年5月24日 | 金棕榈奖 | 贾法尔·帕纳希 | 獲獎 | [ 21 ] |